# لوكاس سواريز
لوكاس سواريز (بالإسبانية: Lucas Suárez)‏ (17 مارس 1995 بريو كوارتو في الأرجنتين - ) هو لاعب كرة قدم أرجنتيني في مركز الدفاع. شارك مع منتخب الأرجنتين تحت 20 سنة لكرة القدم. أما مع النوادي، فقد لعب مع كيلمس.

## وصلات خارجية
- لوكاس سواريز على موقع قاعدة بيانات كرة القدم.إي يو (الإنجليزية)
- لوكاس سواريز على موقع Soccerway.com (الإنجليزية)